# Awdat mowatin
Awdat mowatin (àrab: عودة مواطن, ʿAwdat muwāṭin, ‘El retorn d'un ciutadà’), comercialitzada en anglès com Return of a Citizen, és una pel·lícula dramàtica egípcia del 1986 dirigida per Mohamed Khan. Es va projectar fora de competició al 40è Festival Internacional de Cinema de Canes de 1987.

## Sinopsi
Un home egipci que ha marxat als països del Golf Pèrsic per fer fortuna torna a la seva llar, però descobreix que els membres de la seva família passen per un mal moment.

## Repartiment
- Ahmed Abdelaziz
- Mervat Amin
- Yehia El-Fakharany
- Abdel Moneim Ibrahim
- Sherif Mounir
- Husien Sherbini
- Ibrahim Youssri
- Magda Zaki